# 王勁哉
王勁哉（1897年—1968年），字步礼，本是楊虎城麾下；抗戰後逐步獨立，後在抗日戰爭中被俘，

## 抗戰生涯
王勁哉出生農家，畢業於西安講武堂，後加入陝西靖國軍，成為楊虎城所率領的第17路軍麾下軍官，在抗戰爆發前，王的職位為國民革命軍第38軍下隸之第17师第49旅長，該旅在投靠蔣中正後被改編為獨立第20旅；抗戰爆發後，獨20旅擴編成兩支部隊：獨20旅與國民革命軍新編第35師，王勁哉升任師長兼開封警備司令，獨20旅則給黃埔系軍官鐘松指揮。新35師徐州會戰中立下戰功，後取代淞滬會戰遭重創，由湖南第一警備軍改組之國民革命軍128師番號，成為第二代的128師，王勁哉升任中將師長，上級單位則是湯恩伯的第31集團軍。
新35師改編後，第一仗為武漢會戰，該役128師折損嚴重；但是會戰後，湯恩伯將128師戰力較完整的382旅（旅長李俊彥）調離該部隊另行整編，導致128師剩餘部隊規模不滿1團，隨後128師授命赴湖北休整，並劃入29集團軍（司令官王纘緒）指揮。由於遭上級削減戰力，在29集團軍轉移至大別山實施長期游擊戰之際，王勁哉決定將部隊脫離指揮，自行在華中一帶發展。128師茁壯的關鍵在收攏武漢會戰後遺棄的殘兵遊勇與遺棄在戰塲的各式武器，加上王運用武力打垮收編周邊游擊隊，包括周興、管子芳、周幹臣、潘尚武等幾股武裝。
在王的手腕下，不出一年，128師規模恢復回3個獨立旅約萬餘人；後逐漸增加成15個團，後改組為9個獨立旅；以鄂中六個縣作為地盤，成為當地大規模游擊隊的首領；雖然重慶方面一直將128師編列在戰力序列當中，但是王的立場堅持獨立行動，他所位處的第五戰區也沒有手段駕馭他，部隊只由他直接指揮。由於堅持地盤的獨立性，王曾擊破軍統別動隊金亦吾部，又多次打擊境內新四軍的勢力，更多次擊破伪军保安隊，軍功顯赫，戰力甚強。在1939年12月，重慶國民政府除了維持他師長職務，還增加了汉沔游击区司令官一職，128師編制也不同於其它部隊，下轄高達6個獨立旅。王勁哉除了收攏湖北當地的武力，也派人回到故鄉陝西招兵南下，因此兵力凝聚力維持著比普通游擊隊要來的強大。
在日軍逐漸攻佔湖北之後，對省內殘餘游擊武力曾試圖肅清；日軍於1940年、1941年曾兩度調兵圍剿，均遭王勁哉率軍擊退。1942年5月日軍甚至動用第58師團試圖清剿，但仍然沒有完全毀滅王勁哉在當地的佈防。
江北殲滅作戰
1943年2月到3月，日軍決定對湖北省南部的游擊隊發動有組織性的毀滅作戰；不只動用了第11軍3個師團規模，還加上偽軍共計十萬之眾，戰役爆發前日軍成功策反了382旅旅長古鼎新與他的部隊，同時得到佈防資料。這使得1943年時王部一潰千里，王勁哉本人與親兵在2月下旬遭日軍騎兵隊給擊潰俘虜，128師大部分的兵力成為俘虜。
即便王部遭遇毀滅性打擊，然而亦給予日軍極大打擊，參與圍剿王部的第13師團下轄之步兵第65聯隊在江北殲滅作戰與鄂西會戰結束後的7月9日與9月10日接收2批補充人員，共計為720人，考慮該聯隊在江北殲滅作戰之後的鄂西會戰作戰傷亡甚低（僅戰死89人、戰傷178人）且參戰兵力甚不完整（僅有2,543名兵力參戰），足見這720名補充人員絕大多數是補充在江北殲滅作戰中因陣亡與重傷致殘所造成的缺額（重傷致殘者以外的傷兵應不在補充範圍），足見王勁哉與所部戰力強悍。
遭俘虜的王勁哉，接受汪精衛政權勸降，成為占編第43師師長。但沒投降多久王勁哉再度率部出逃，遁入華中打游擊，但是部隊隨即潰散。

## 戰後
抗戰勝利後，王勁哉就有投靠延安的打算；胡宗南得知此事原意圖在西安誘捕王勁哉，但最終失敗。1946年春王勁哉北渡渭河，逃回渭南老家後派人与西北野战军第四纵队司令员王世泰联系，托王转送致毛泽东的信，希望去陕北。毛泽东回信表示欢迎，并由中共陕西省工委派人将王接到陕甘宁边区，让其担任陕西自卫军纵队司令员，并于1948年在绥德经中共中央西北局批准吸收王为中共特别党员。1949年随军到关中，任渭南军分区副司令员。1951年被停止党籍，调西北军区任参议。1952年后任政协陕西省第二、第三届委员会常委、省参事室参事。文化大革命中，王遭到批鬥，1968年春逝世於西安。
1. ↑  星半三郎編，《若松聯隊回想錄》，1977年，會津若松市：若松聯隊記念事業實行委員會，p185。
2. ↑  「第４章　各時期ニ於ケル戦闘経過／第３節　第四期作戦／分割３」JACAR（アジア歴史資料センター）Ref.C13070554100、歩兵第６５連隊江南殲滅作戦　戦闘詳報　（第４５号）　１／２　昭和１８年５月６日～１８年６月２５日（防衛省防衛研究所）